# Alepes vari
Alepes vari är en fiskart som först beskrevs av Cuvier, 1833.  Alepes vari ingår i släktet Alepes och familjen taggmakrillfiskar. IUCN kategoriserar arten globalt som livskraftig. Inga underarter finns listade i Catalogue of Life.

## Bildgalleri

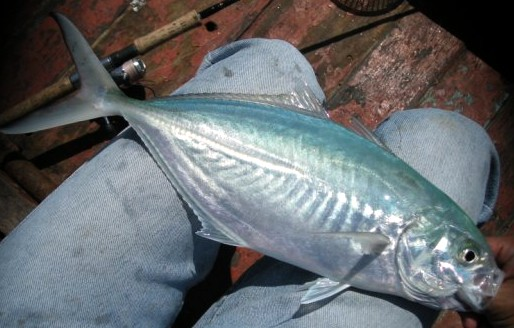
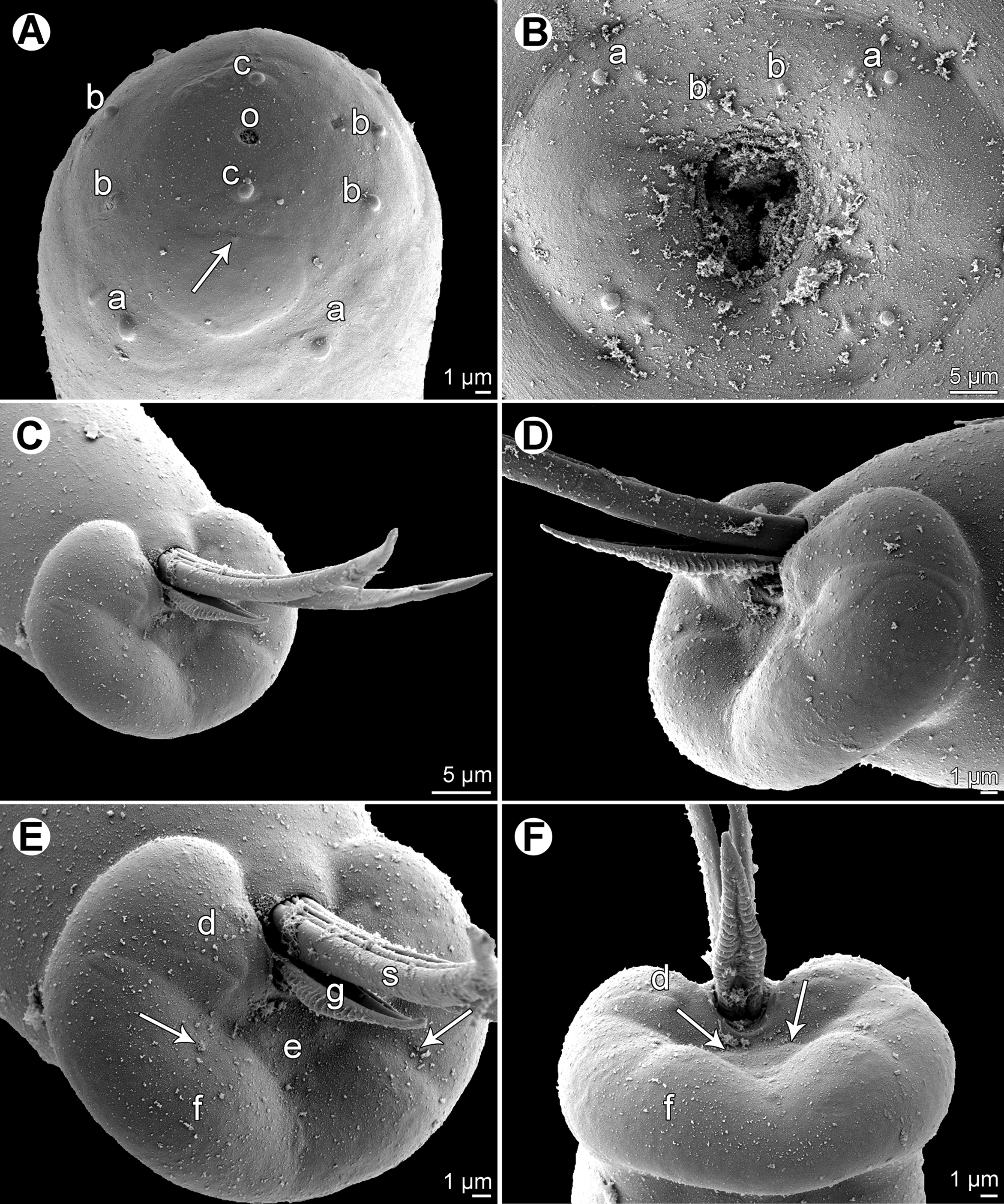